# Marsha Thomason
Marsha Lisa Thomason (født 19. januar 1976 i Moston, Manchester, England) er en engelsk skuespillerinde, der er i USA er bedst kendt for sin rolle som Nessa Holt i de første to sæsoner af NBCs Las Vegas, og for sin tilbagevendende rolle som Naomi Dorrit i American Broadcasting Companys hit-dramaserie Lost.